# (1611) Beyer
(1611) Beyer – planetoida z grupy pasa głównego asteroid okrążająca Słońce w ciągu 5 lat i 242 dni w średniej odległości 3,18 au. Została odkryta 17 lutego 1950 roku w Landessternwarte Heidelberg-Königstuhl w Heidelbergu przez Karla Reinmutha. Nazwa planetoidy pochodzi od Maxa Beyera, niemieckiego astronoma. Przed nadaniem nazwy planetoida nosiła oznaczenie tymczasowe (1611) 1950 DJ.